# Гигроскопические движения

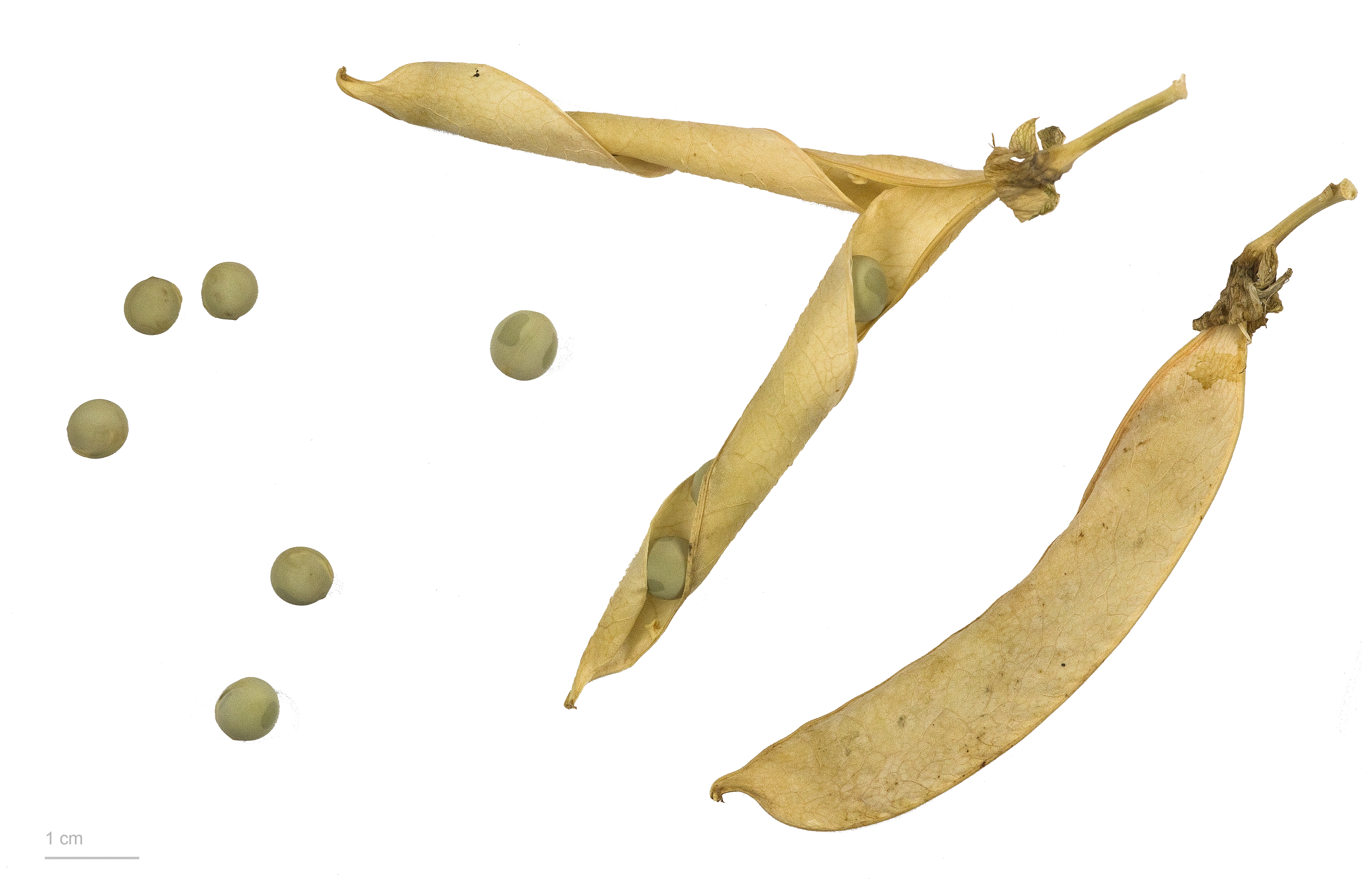
Горох посевной, вскрывающийся и невскрывающийся варианты. В процессе высыхания происходит характерное винтообразное скручивание половин околоплодника

Гигроскопические движения представляют собой адаптивное явление в растительном мире, связанное с реакцией на изменения влажности окружающей среды. Они проявляются в механизмах набухания и сжимания при высыхании.

## Механизмы гигроскопических движений
При рассмотрении гигроскопических движений в растениях, важно понимать их разнообразие и адаптивные функции. Гигроскопические движения подразделяются на два основных типа: ксерохастические и гигрохастические.

### Ксерохастические движения
Ксерохастические движения — это изменения положений различных частей растения, таких как плоды, соплодия и другие, которые приводят к их открыванию при высыхании и закрыванию при набухании. Примерами таких движений являются открывание бобов растений семейства бобовых, таких как фасоль и горох. Механизм заключается в строении боба, где волокна одного слоя перекрещиваются с волокнами другого, образуя сетку. Когда плод высыхает, этот механизм приводит к растяжению одного слоя больше, чем другого, что в конечном итоге вызывает винтообразное скручивание плода и его разрыв, что способствует разбрасыванию семян.

### Гигрохастические движения
Гигрохастические движения, напротив, вызывают открывание различных частей растений при увлажнении и закрывание при высыхании. Примером таких движений служит открывание коробочек очитка едкого, видов вероники и даже растения, известного как «иерихонская роза». Эти растения используют гигрохазию для разбрасывания своих семян. Когда окружающая среда становится влажной, отмершие ветви этого растения раскрываются, а при высыхании они закручиваются внутрь.

## Значение гигроскопических движений
Гигроскопические движения растений имеют важное значение в их жизненном цикле и размножении. Эти механизмы позволяют растениям адаптироваться к изменениям влажности окружающей среды и обеспечивают оптимальные условия для распространения и выживания их потомства.
Например, гигроскопические движения помогают растениям распространять свои семена на большие расстояния. Под воздействием влаги, коробочки или плоды могут открываться и высвобождать семена, которые затем распространяются на новые участки земли. Это стратегия, которая помогает растениям колонизировать новые территории и увеличивать свою популяцию.